# Traité de Nymphaeon (1261)
Pour les articles homonymes, voir Traité de Nymphaeon.
Le Traité de Nymphaeon de 1261 (en grec : Συνθήκη του Νυμφαίου ; Nymphaeon, aussi appelée Nymphée en français, est aujourd’hui Kemalpaşa en Turquie) est un traité d’alliance offensive et défensive signé le 13 mars 1261 entre le capitaine du peuple de la république de Gênes Guglielmo Boccanegra et Michel VIII Paléologue, alors empereur à Nicée. Bien que rendu pratiquement inutile par la reconquête de Constantinople, il eut des répercussions considérables sur les relations entre l’Empire byzantin restauré et la République de Gênes.

## Contexte historique

Les États successeurs de l’Empire byzantin en 1204.

Après le sac de Constantinople par les croisés de la quatrième croisade en 1204, l’empire de Nicée devint l’un des États successeurs de l’Empire byzantin. Après des débuts laborieux, le nouvel empire réussit non seulement à conserver, mais également à agrandir son territoire le long de la côte ouest de l’Asie mineure contre l’Empire latin au nord et contre les Turcs seldjoukides et l’empire de Trébizonde à l’est. Le traité de Nymphaeon de 1214 avait permis à l’Empire latin et à l’empire de Nicée de reconnaitre leur existence mutuelle et de fixer les  frontières entre les deux États : les Latins gardaient l’angle nord-ouest de l’Asie Mineure jusqu’à Adramyttion au sud, alors que l’empire de Nicée conservait le reste du pays jusqu’à la frontière seldjoukide. 
Progressivement, l’empire de Nicée devait étendre son territoire aux dépens de l’Empire latin, tant en Asie mineure qu’en Europe. 
Également harcelé par le despotat d’Épire et par l’Empire bulgare, l’Empire latin se limitait en 1230 à la ville de Constantinople et à ses alentours immédiats. Tout au cours des siècles les puissantes murailles de Constantinople avait empêché la conquête de la ville par voie de terre. Seule une imposante flotte, parvenant à franchir la chaine qui barrait la Corne d’Or, permettrait d’y parvenir par la mer. Vers la fin des années 1250 et au début de 1260, Venise maintenait une patrouille d’une trentaine de navires dans le Bosphore afin de protéger l’accès aux détroits et prévenir toute attaque de l’Empire de Nicée. 
Aussi, dès les premières années de son règne, Jean Vatatzès (r. 1221 – 1254)  attacha-t-il une importance primordiale à doter son empire d’une flotte digne de ce nom. Grâce à celle-ci, il put annexer les îles de la mer Égée, dont la plus importante était Rhodes. Celle-ci devait se révéler également fort utile dans les campagnes terrestres, notamment en Macédoine, lorsque Michel II Comnène Doukas, despote d’Épire, chercha à s’emparer de Thessalonique. Toutefois, même si elle pouvait constituer une menace sérieuse pour Constantinople , elle ne pouvait avoir le dessus sur la flotte vénitienne et sur les Latins comme le démontra le siège de Constantinople de 1235. À cette occasion, les forces navales nicéennes fortes d’environ 100 navires furent défaites par celles de Venise qui ne comptaient que le quart de ce nombre  Devant l’imminence de l’hiver, les troupes conjuguées de Nicée et de la Bulgarie durent se replier et le siège fut un échec. Un deuxième siège de Constantinople en 1260 par les forces nicéennes démontra à nouveau la nécessité d’une flotte puissante pour toute reconquête de la ville.

## Le traité

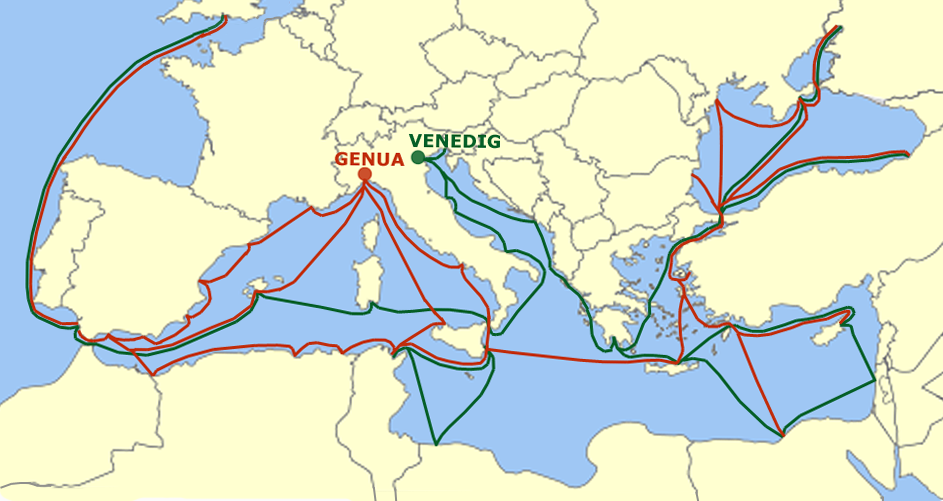
Les routes commerciales de Gênes et de Venise en Méditerranée et dans la mer Noire.

Conscient de cette nécessité, Michel VIII Paléologue (empereur à Nicée 1259-1261; empereur à Constantinople 1261 – 1282) chercha à s’allier aux ennemis traditionnels de Venise, les Génois. Ceux-ci étaient déjà en guerre avec Venise. Écartés du commerce avec Constantinople depuis la Quatrième Croisade en 1204, ils ne reconnaissaient pas l'Empire latin et menaient des opérations de piraterie contre l'empire maritime de Venise. La guerre de Saint-Sabas à Acre de 1256 à 1258 avait déjà mis aux prises les ressortissants des deux villes. Vaincus sur mer le 24 juin 1258, les Génois avaient dû s’enfuir à Tyr. Ils approchèrent Michel VIII Paléologue, alors en guerre contre l'empereur latin Baudouin II de Courtenay, le prince d'Achaïe Guillaume de Villehardouin et le despote d’Épire Michel II Doukas. 
Par ce traité, signé le 13 mars 1261 entre Michel VIII Paléologue et le capitaine du peuple de la République de  Gênes, Guglielmo Boccanegra, les deux signataires avaient constitué une alliance contre Baudouin II et Venise et devaient se prêter assistance en cas de guerre. Gênes promettait à  l’empereur une cinquantaine de navires en vue du siège de Constantinople dont seize furent immédiatement mis à sa disposition. En contrepartie, elle obtint une franchise douanière quasi-totale sur les terres de l’empire et le droit de s’installer dans les quartiers commerciaux où habitaient jusqu'alors les Vénitiens ainsi que dans d’autres ports de l’empire ,.

## Les suites

L’Empire byzantin sous Michel VIII Paléologue en 1265.

Cet accord devait s’avérer lourd de conséquences pour le commerce byzantin, le monopole économique de Venise étant simplement remplacé par celui de Gênes. De plus, il s’avéra inutile : le 25 juillet suivant le général Alexios Stratigopoulos, envoyé sur la frontière bulgare avec 800 hommes, constata en passant devant Constantinople que les soldats latins étaient absents, partis attaquer une ile de la mer Égée; une patrouille convainquit rapidement les habitants d’ouvrir les portes. Après 57 ans d’occupation, Constantinople était à nouveau byzantine.
Couronné empereur à Sainte-Sophie, Michel VIII entreprit immédiatement la création d’une flotte proprement byzantine, rendant ainsi inutile le traité qui venait d’être signé. Toutefois, comme Venise et d’autres puissances catholiques romaines continuaient à menacer l’empire, le traité demeurera en vigueur avec de légères modifications et l’empereur rappela constamment aux Génois leurs obligations . 
Pour Gênes, ce traité fut d’une grande importance puisqu’il jeta les fondements de son empire commercial au Proche-Orient. Galata, le faubourg situé en Asie, de l’autre côté de la Corne d’Or, devint leur principale base d’activité dans la région, attirant du même coup l’hostilité des Vénitiens avec lesquels Gênes venait en compétition directe. En fait les Génois s’installèrent en tel nombre qu’ils en vinrent à constituer une sérieuse menace pour le commerce byzantin, ne cessant d’augmenter leurs taxes sur les produits grecs. De telle sorte qu’à l’automne 1263, Michel VIII renvoya leur flotte de quelque soixante navires à Gênes. Les Génois répliquèrent en envoyant de nouveaux bateaux que Michel dut, à contrecœur, accepter. L’année suivante toutefois on découvrit que le podesta génois, Guglielmo Guercio, complotait pour livrer Constantinople au roi Manfred de Sicile. Confronté en personne par l’empereur, Guercio fut banni de la cité avec tous ses compatriotes. Trois ans après le traité de Nymphaeon, l’alliance avec Gênes avait vécu.

### Sources primaires
L’Histoire de Nicétas Choniatès décrit la période des derniers Comnènes et des Anges. Elle s’étend jusqu’à 1206 et fut terminée à Nicée, après la prise de Constantinople.
Le meilleur témoin de cette période sont les Chroniques de Georges Acropolite. Compagnon d’études, puis maitre de Théodore II Laskaris, il fut à la fois un intellectuel et un fonctionnaire de haut rang, ayant exercé la fonction de grand logothète ou premier ministre. Il est l'auteur d'une Chronique (Χρονική συγγραφή), qui est conçue comme la continuation de l'ouvrage de Nicétas Choniatès et raconte l'histoire de l'empire depuis 1203, veille de la prise de Constantinople par les Latins, jusqu'à la reprise de cette ville par Michel Paléologue en 1261.
Au début du XIVe siècle, Nicéphore Grégoras consacra un grand ouvrage à la période allant de 1204 à 1359. Il traitait en particulier de la période de l’empire de Nicée et des premières années qui suivirent la restauration byzantine.
Théodore II Laskaris a également écrit de nombreuses lettres qui nous renseignent sur son époque.
On pourra consulter à ce sujet :
- Nicetæ Choniatæ Historia, ed. J.P. Migne (Patrologia Graeca vol. 140); reproduit le texte et la traduction antérieurs de Wolf. (PDF).

- Georgii Acropolitae opera recensuit Augustus Heisenberg ; editionem anni MCMIII correctiorem curavit Peter Wirth (t. 1 : Historia, Breviarium historiae, Theodori Scutariotae additamenta ; t. 2 : Scripta minora), Teubner, Stuttgart, 1978.

- George Akropolites. The History, intr. and comm. Ruth Macrides, coll. Oxford Studies on Byzantium. Oxford, Oxford University Press, 2007.

### Sources secondaires
- (en) Bartusis, Mark C.  The Late Byzantine Army: Arms and Society 1204–1453. Philadelphia (Pennsylvania), University of Pennsylvania Press, 1997.  (ISBN 0-8122-1620-2).

- (fr) Bréhier, Louis. Vie et mort de Byzance. Paris, Albin Michel, 1946.

- (fr) Ducellier, Alain. Byzance et le monde orthodoxe, Paris, Armand Colin, 1986,  (ISBN 2200371055).

- (en) Fine, John Van Antwerp. The Late Medieval Balkans: A Critical Survey from the Late Twelfth Century to the Ottoman Conquest, Ann Arbor, University of Michigan Press, 1994  (ISBN 0-472-08260-4).

- (en) Gardner, Alice. The Lascarids of Nicaea: the story of an Empire in exile. 1ere édition Methuen and Co., vers 1912, reproduit par Adolf M. Hakkert, 1964.

- (en) Gibfried, John. « The Mongol Invasion and the Aegean World (1241-1261)”. Mediterranean Historical Review. St. Louis (Missouri), St. Louis University, 28:2, pp. 129-139.

- (en) Kazhdan Alexander (ed), Oxford Dictionary of Byzantium, New York et Oxford, Oxford University Press, 1991, , 3 tom.  (ISBN 978-0-19-504652-6).

- (fr) Laiou, Angeliki et Cécile Morrisson, Le Monde byzantin III, L’Empire grec et ses voisins, XIIIe – XVe siècle, Paris, Presses universitaires de France, coll. « L’Histoire et ses problèmes », 2011,  (ISBN 978-2-130-52008-5).

- (fr) Ostrogorsky, Georges. Histoire de l’État byzantin. Paris, Payot, 1983.  (ISBN 2-228-07061-0).

- (en) Nicol, Donald M. Byzantium and Venice: A Study in Diplomatic and Cultural Relations. Cambridge, Cambridge University Press, 1992.  (ISBN 978-0-521-42894-1).

- (en) Norwich, John Julius. A Short History of Byzantium. New York, Alfred A. Knoff, 1997.   (ISBN 978-0-679-41650-0).

- (en) Norwich, John Julius. Byzantium, Decline and Fall. New York, Alfred A. Knoff, 1995.  (ISBN 0-679-45088-2).

- (en) Runciman, Steven. Histoire des Croisades. Paris, Tallandier, 1951.  (ISBN 978-2-847-34272-7).

- (en) Shepherd, William R. Historical Atlas. New York, Henry Holt & co, 1911.

- (en) Treadgold, Warren. Byzantium, The Decline and Fall, Stanford (California), Stanford University Press, 1997,  (ISBN 0804726302).

### Note
- (en) Cet article est partiellement ou en totalité issu de l’article de Wikipédia en anglais intitulé « Treaty of Nymphaeum (1261) » (voir la liste des auteurs).